# حصار حصن بابليون
حصار حصن بابليون هي معركة حدثت بين القوات المسلمة تحت قيادة عمرو بن العاص وبين الإمبراطورية البيزنطية في مصر بعد حصار دام من أيار - كانون الأول 640 م.

## أوضاع حصن بابليون عشيَّة الفُتوح الإسلاميَّة

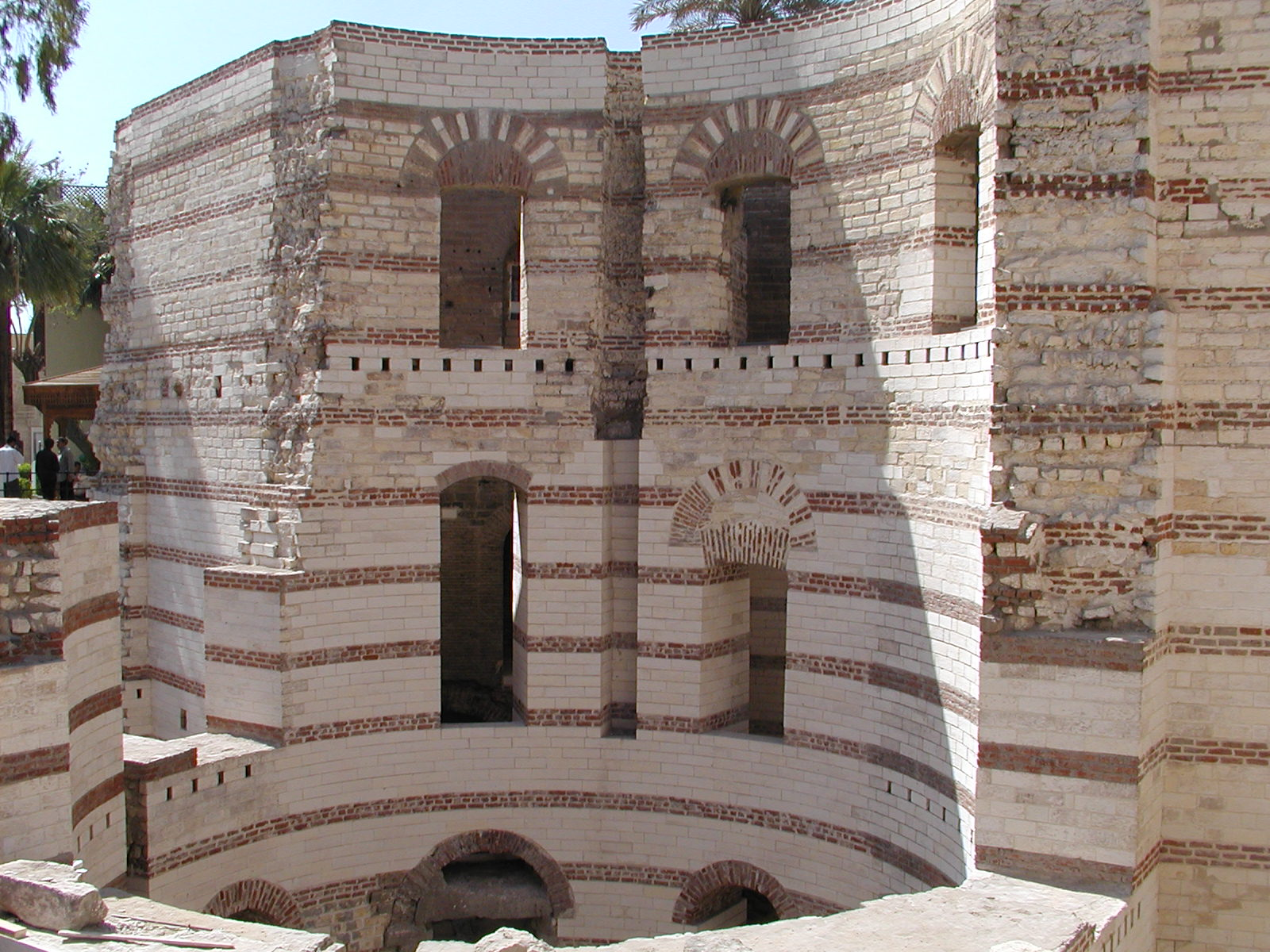
أطلال حصن بابليون.

لم يبقَ بِأيدي البيزنطيين سوى حصن بابليون بعد معركة عين شمس وفتح الفيُّوم، فكان هدف عمرو التالي قبل أن يتوجَّه إلى الإسكندريَّة لِفتحها. إذ لم يشأ أن يُشتِّت قُوَّاته ويُضعفها لِيذر قسمًا منها على حصار الحصن ولِيسير بالقسم الآخر إلى الشمال حتَّى يبلغ الإسكندريَّة، ممَّا يُشكِّلُ خطرًا على إنجازاته التي حقَّقها حتَّى ذلك الحين من واقع رد فعل البيزنطيين الذين سوف يستغلّون هذه الفُرصة لِيقوموا بِحركاتٍ ارتداديَّةٍ يستعيدون بِواسطتها ما فقدوه من أراضٍ ويطردون المُسلمين من مصر، لِذلك ركَّز جُهوده العسكريَّة على فتح الحصن، فسار إليه في شهر شوَّال سنة 19هـ المُوافق فيه شهر أيلول (سپتمبر) سنة 640م وحاصره. ويقعُ حصن بابليون قُرب منف ومُقابل جزيرة الروضة التي تُحيط بها مياه النيل، وكان من أقوى الحُصون بعد الإسكندريَّة، وذلك بِسبب قربه من منف ولِمناعة أسواره، فهُو مبني بالطوب والحجر، ويبلغ عرض جُدرانه نحو ثمانية أقدام وارتفاعها نحو ستين قدمًا، وأبراجه مُرتفعة، وهو مُحاطٌ بالخنادق ومياه النيل. أدرك سُكَّان الحصن وأفراد حاميته أنَّ الحصار سوف يطول لِسببين: الأوَّل هو أنَّهُ بدأ في وقت فيضان النيل وارتفاع مياهه، فيتعذَّر على المُسلمين أن يجتازوه أو يُهاجموا الحصن، ولا بُدَّ لهم من الانتظار حتَّى هُبوط الفيضان؛ الثاني هو أنَّ مناعة الحصن ومتانة أسواره وما يُحيط به من الماء وضعف وسائل الحصار سوف يُشكِّلُ عائقًا أمام المُحاصرين من الصعب أن يجتازوه بسُرعة، وما غنموه من بعض آلات القتال لم يكن لهم خبرة باستعمالها أو بِطُرق إصلاحها إذا تعطَّلت، لِذلك استعدَّ الطرفان لِحصارٍ طويل. والواقع أنَّ الحصار لم يكن مُحكمًا، فقد ظلَّت طريق الإمدادات بين الحصن وجزيرة الروضة مفتوحة لِأنَّ عمرو لم يكن قد أحكم سيطرته على الطُرق المائيَّة بعد.

## بدء الحصار
كان عددٌ من حُكَّام الروم من ضمن المُتحصنين في بابليون، وما أن عرفوا بِقُدوم المُسلمين وانتصارهم في إقليم منف ومُساعدة بعض المصريين لهم، بادروا بالخُروج إلى الإسكندريَّة، تاركين الحامية تتولّى مُهمَّة الدفاع عنه، ومما زاد في إحباطهم وخوفهم أنَّ بعض المصريين اعتنقوا الإسلام وانضموا إلى الجيش الإسلامي بِقيادة عمرو بن العاص، فكانوا له خير أعوان وأدلَّاء يصحبونه ويدُلونه على الطُرق والمواقع، ويُخبروه عن أسرار وأوضاع الروم. يُشيرُ بعض المُؤرخين إلى أنَّ المُقوقس كان في جزيرة الروضة عندما ضرب المُسلمون الحصار على الحصن، وقيل كان في الحصن مع سائر القادة ولم يخرج منه إلَّا بعد شهر، أمَّا قيادة الجيش فكانت للأعيرج. وتراشق الطرفان بالمجانيق من جانب البيزنطيين والسهام والحجارة من جانب المُسلمين، مُدَّة شهر، حيثُ بدأ فيضان النيل بالانحسار. وأدرك المُقوقس أنَّ المُسلمين صابرون على القتال وأنَّهم سيقتحمون الحصن لا محالة، كما يئس من وُصول إمدادات من الخارج، فاضطرَّ إلى عقد اجتماع مع أركان حربه للتشاور في الأمر، وتقرَّر بذل المال لهم ليرحلوا عنهم وأن يذهب المُقوقس بِنفسه للتفاوض مع عمرو في هذا الشأن بشكلٍ سريٍّ حتَّى لا يعلم أحد من المُدافعين عن الحصن، فتهن عزائمهم. فخرج من الحصن تحت جُنح الظلام مع جماعة من أعوانه، وركب سفينة إلى جزيرة الروضة. فلمَّا وصل إليها أرسل رسالةً إلى عمرو مع وفدٍ ترأسهُ أُسقف بابليون، يعرض عليه أن يُرسل وفدًا لِإجراء مُفاوضات بِشأن التفاهم على حلٍّ مُعيَّن. تعمَّد عمرو بن العاص الإبطاء في الرَّد مُدَّة يومين وأبقى أعضاء الوفد عنده رغبةً منه أن يطَّلع المُقوقس وأهل مصر على بأس المُسلمين وحالهم. ومهما يكن من أمر، فقد عاد أعضاء الوفد بعد يومين يحملون رد عمرو يُخيِّرُ المُقوقس بين الإسلام أو الجزية أو القتال. كان من الصعب على المُقوقس وجماعته التخلّي عن المسيحيَّة واعتناق الإسلام، ذلك الدين الذي لا يعرفون عنهُ شيءًا، وبذلك رفضوا الشرط الأوَّل، وخشوا إن هُم قبلوا بدفع الجزية أن يستضعفهم المُسلمون، ويذُلُّوهم في الوقت الذي استبعدوا فيه فكرة الحرب خشية الهزيمة وبِخاصَّةٍ بعد أن وصف أعضاء الوفد وضع المُسلمين الجيِّد وتضامُنهم وجُهوزيَّتهم القتاليَّة. ومع ذلك فقد قبل المُقوقس الدُخول في الصُلح، وطلب من عمرو أن يُرسل إليه جماعةً من ذوي الرأي للتباحُث بِشُروطه، فأرسل إليه وفدًا بِرئاسة عبادة بن الصَّامت، فاستقبلهُ الروم والمصريّون حيثُ طمأنهم بأنَّهم سيكونون آمنين على أنُفسهم وأموالهم وكنائسهم وصُلبانهم ونسائهم وذراريهم إن هُم قبلوا دفع الجزية، ممَّا شجَّع المُقوقس على المضيّ في طريق الإذعان.

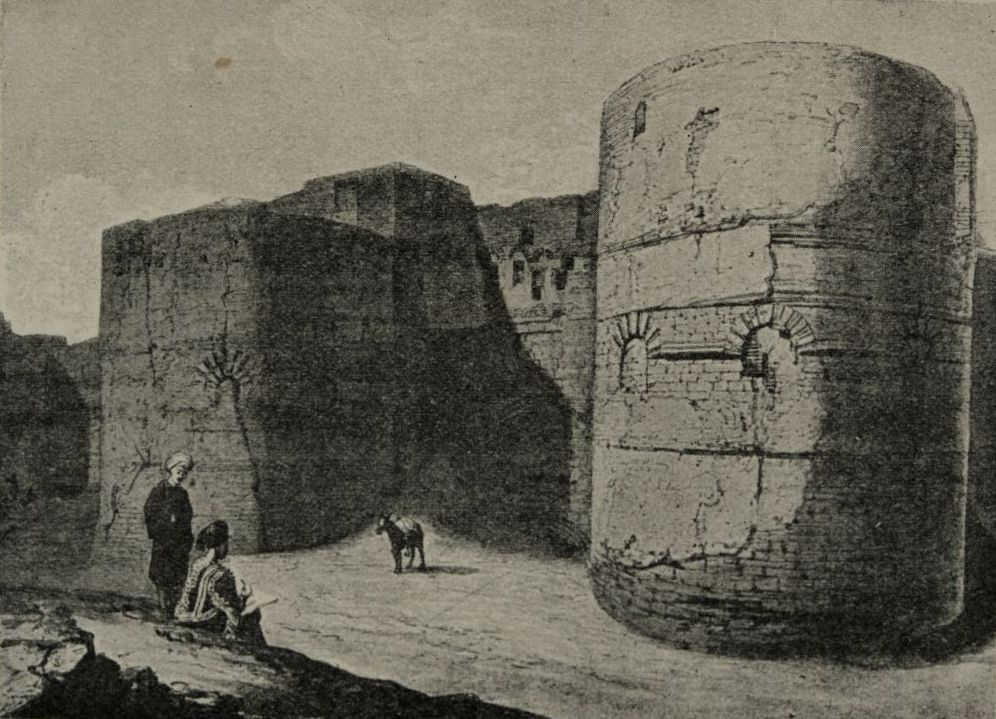
بوَّابة «قصر الشمع»، وهي إحدى تسميات حصن بابليون، كما كانت تبدو سنة 1830م. يُعتقدُ بأنَّ تسمية الحصن بهذا الاسم سببها أنَّه في أوَّل كُل شهر كانت الشُموع تُضاء فوق بُرجٍ من أبراج الحصن، والبعض يعتبر أنها تحريف لِلفظ «خيمي».

استضاف عمرو - عقب هذا الصُلح - الروم ومن معهم من المصريين، وصنع لهم الثريد (الخُبز الذي يُفت ثُمَّ يُبل بالمرق) والعراق (العظم الذي أُكل لحمُه) وأمر أصحابه أن يقعُدون على رُكبهم إلى جانب الروم في مُحاولةٍ منه لِتهدئة روعهم والتأكيد على أنَّ المُسلمين لم يأتوا للاعتداء على الأهالي وسلبهم نفائسهم ومُقدَّساتهم. ولكن يبدو أنَّ القُبول بِقرار الاستسلام لم يكن عامًّا، فقد وُجدت فئة من الجُند رفضت الصُلح مع المُسلمين، وكانت بِقيادة الأعيرج، وأصرَّت على المُقاومة المُسلَّحة، عند ذلك طلب المُقوقس من عمرو المُهادنة مُدَّة شهر للتفكير في الأمر، فمنحهُ ثلاثة أيَّام. ولم تلبث أنباء المُفاوضات أن انتشرت بين عامَّة الجُند، فثارت ثائرتهم ضدَّ المُقوقس. ولمَّا انتهت أيَّامُ الهدنة، استعدَّ الطرفان لاستئناف القتال، وأحرز المُسلمون بعض الانتصارات ممَّا دفع المُقوقس إلى تجديد الدعوة لِأركان حربه للاستسلام، فقبلوا مُكرهين، واختار المُقوقس خصلة دفع الجزية، واشترط موافقة الإمبراطور هرقل وتجميد العمليَّات العسكريَّة حتَّى يأتي الرد من القُسطنطينيَّة، وتبقى الجُيوشُ في أماكنها خِلال ذلك، وتعهَّد أن يبعث بِعهد الصُلح إلى القُسطنطينيَّة لِأخذ مُوافقة الإمبراطور. غادر المُقوقس حصن بابليون وتوجَّه إلى الإسكندريَّة حيثُ أرسل عهد الصُلح إلى القُسطنطينيَّة وطلب مُوافقة هرقل عليه، لكنَّ الأخير لم يقتنع بِوجهة نظر المُقوقس بِشأن الصُلح مع المُسلمين، ورأى أنَّ العوامل القوميَّة والجُغرافيَّة التي ساعدت هؤلاء على فتح الشَّام غير مُتوفرة في مصر، وأنَّ بِحوزته - المُقوقس - قُوَّةٌ عسكريَّةٌ كبيرة تفوقُ في العدد قُوَّة المُسلمين، كما أنَّ الحصن كان متينًا يصعبُ على المُسلمين اقتحامه، فلا يُعقلُ والحالةُ هذه أن ينتصر المُسلمون، ولا بُدَّ من وُجود سر في الأمر أدَّى إلى هذه النكبة. واتَّهمهُ بالتقصير والخيانة والتخلّي للمُسلمين عن مصر، ونفاهُ بعد أن شهَّر به، ورفض عرض الصُلح مع المُسلمين. علِم المُسلمون بِرفض هرقل لِعهد الصُلح في شهر ذي الحجَّة 19هـ المُوافق فيه شهر كانون الأوَّل (ديسمبر) سنة 640م، فانتهت بذلك الهدنة واستأنف الطرفان القتال. كان المُدافعون عن الحصن قد قلَّ عددهم بسبب فرار كثيرٍ منهم إلى الإسكندريَّة، ولم تأتهم نجدة من الخارج، وبدأ المرض ينتشر بينهم، وانتهى فيضان النيل وغاض الماء عن الخندق حول الحصن، فأضحى بِمقدور المُسلمين الآن أن يُهاجموه. وتُشيدُ بعض المصادر التاريخيَّة بِجُهود الروم التي بُذلت للدفاع عن الحصن ومُقاومة الفتح الإسلامي. فقد ألقوا حسك الحديد في الخندق بدل الماء، وتراشقوا مع المُسلمين بالمجانيق والسهام. وجاءهم وهُم على هذه الحال نبأ وفاة الإمبراطور هرقل في شهر ربيع الأوَّل سنة 20هـ المُوافق فيه شهر شُباط (فبراير) 641م، ففتَّ ذلك في عضُدهم، واضطربوا لِموته، وتراجعت قُدرتهم القتاليَّة، ممَّا أعطى الفُرصة للمُسلمين لِتشديد الحصار قبل أن يقتحموا الحصن في 21 ربيع الآخر 20هـ المُوافق فيه 9 نيسان (أبريل) 641م. وقد اعتلى الزُبير بن العوَّام مع نفرٍ من المُسلمين، السُّور، وكبَّروا، فظنَّ أهلُ الحصن أنَّ المُسلمين اقتحموه، فهربوا تاركين مواقعهم، فنزل الزُبير وفتح باب الحصن لِأفراد الجيش الإسلامي فدخلوه. وفي رواية أنَّ الزُبير ارتقى السُّور، فشعرت حامية الحصن بِذلك، ففتحوا الباب لِعمرو وخرجوا إليه مُصالحين، فقبل منهم. ونزل الزُبير عليهم وخرج على عمرو من الباب معهم. واتفق أهلُ الحصن مع عمرو على رد ما أُخِذَ منهم عنوة والإبقاء على السبايا وأجروا من دخل في صلحهم من الروم والنوب مجرى أهل مصر، ويقول ابن الأثير أن الخليفة عُمر عاد ورد سبايا من لم يُقاتلهم. وكان صُلحُهم:

## دخول حصن بابليون
ساعد بعضُ المصريين عمرو بن العاص في أثناء حصاره للحصن، فقد تقدَّم إليه فريقان - على التوالي - أحدهُما بِقيادة شخص يُدعى مينا (ميناس)، والآخر بِقيادة قُزما (قُزماس) بن صموئيل، وقد قدموا على عمرو من الشاطئ الغربي للنيل، وكان هدفهم الكيد للروم، وهُم من أهالي إقليم الفيُّوم. وكانت المُعاونات التي يُقدِّمُها المصريّون للمُسلمون تدعمُ جُهودهم، وتُضعفُ من مُقاومة الروم، وتُحرج موقفهم، وتُقلل من هيبتهم. واتخذت المُساعدات التي قدَّمها المصريّون للجيش الإسلامي أثناء حِصار الحصن صُورًا عديدة، منها رفض أهل سمنود قتال المُسلمين عندما طلب منهم القائد ثُيودور ذلك كي يصرف انتباه عمرو عن الحصن بعض الشيء، كما قيل بأنَّ المصريّون من أعضاء الحامية الذين فتحوا أبواب الحصن لِعمرو رؤا في ذلك خير انتقامٍ لهم من الروم الذين لم يُراعوا حُرمة عيد الفُصح، فأخرجوا في هذا اليوم المصريين الذين كانوا في سجن الحصن - لِرفضهم اتباع مذهب الإمبراطور الديني - وأساؤا مُعاملتهم، فانهالوا عليهم ضربًا بالسياط وقطَّعوا أيديهم.